# Coniugazione (linguistica)

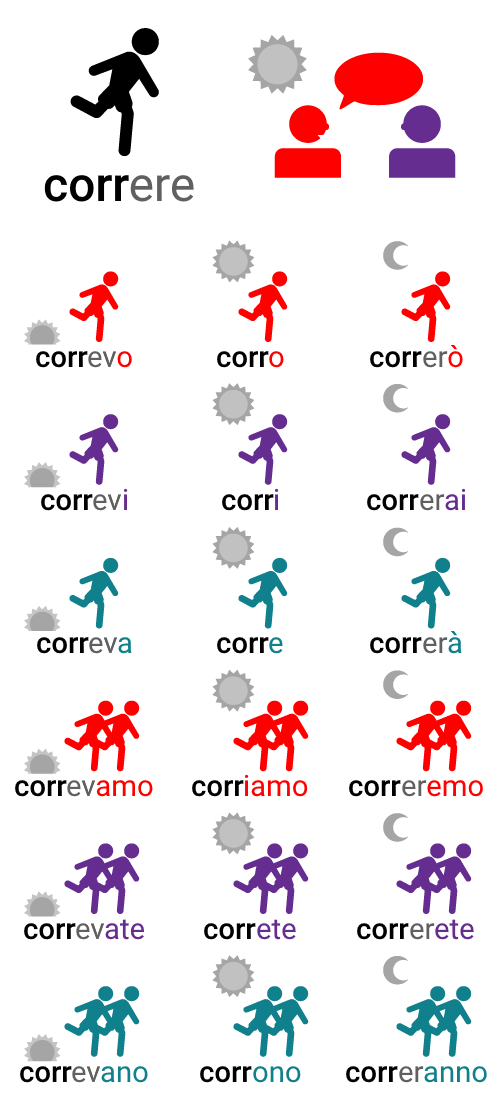
Coniugazione del verbo correre in italiano. Da sinistra: passato (imperfetto), presente e futuro (futuro semplice)

In linguistica, la coniugazione  di un verbo (dal latino coniugatio, 'unione', da coniugere, letteralmente 'porre sotto lo stesso giogo') è il complesso sistematizzato delle forme verbali prodotte dal meccanismo di flessione verbale.
Il termine appartiene alla grammatica tradizionale. Vi corrisponde il termine "declinazione", che è la flessione dei sostantivi. Insieme alla declinazione, la coniugazione rappresenta una delle nozioni morfosintattiche fondamentali concepite dai grammatici antichi.

## Categorie grammaticali e coniugazione
In molte famiglie linguistiche, la variazione morfologica dei verbi è influenzata da diverse categorie grammaticali (tempo, modo, persona, numero, aspetto e diatesi).
Il sistema verbale delle lingue romanze è fondamentalmente basato sulla categoria del tempo (io correvo, io corro, io correrò). Si veda come la morfologia verbale italiana, ad esempio, è influenzata dalle altre categorie grammaticali coinvolte:
- Per il modo: io mangio (modo indicativo), io mangerei (modo condizionale);
- Per la persona: io mangio (prima persona), tu mangi (seconda persona);
- Per il numero: io mangio (prima persona singolare), noi mangiamo (prima persona plurale).

Tipica delle lingue indoeuropee è la polivalenza della desinenza verbale, in cui è contenuta sia l'informazione relativa alla persona sia quella relativa al numero (ad esempio, nel latino amas, la desinenza -as indica sia la seconda persona sia il singolare). Questo sistema è riconoscibile in diverse lingue indoeuropee moderne:
1. nell'italiano (ved-o, ved-iamo);
2. nel francese (je march-e, nous march-ons);
3. nel tedesco (ich sehe, wir sehen).

Sempre nelle lingue romanze, l'accordo del verbo per persona e per numero dipende dal sintagma nominale che detiene la funzione sintattica di soggetto; nelle lingue ergative, l'accordo dipende invece dalla transitività del verbo; in altri sistemi, come quello dell'ungherese, l'accordo è influenzato dal carattere determinato o indeterminato del nome flesso all'accusativo.
Nei tempi composti, come il passato prossimo, la coniugazione viene influenzata anche dal genere: lui è andato, lei è andata. Dato che le forme del participio non vengono considerate pienamente come coniugabili, in italiano di solito non si parla di coniugazione maschile e femminile.
Il latino presenta una coniugazione separata per la diatesi passiva: amo ('io amo'), amor ('io vengo amato'). Come illustra questo stesso esempio, l'italiano provvede alla forma passiva attraverso forme verbali composte.

## Caratteristiche
Si distingue tra coniugazione tematica e coniugazione atematica, a seconda che vi sia o non vi sia una vocale tematica tra tema e desinenza.
A proposito della coniugazione, si distingue poi tra forme verbali di carattere finito o indefinito, in relazione alla presenza o all'assenza di marche morfemiche che indichino persona e numero; ad esempio, in italiano, il gerundio e l'infinito non cambiano le forme a seconda della persona; inoltre, l'imperativo non è coniugabile in tutte le persone. Ci sono poi particolari verbi detti "difettivi", che non sono completamente coniugabili in quanto mancano di specifiche voci o di interi modi o tempi. Alcuni esempi in italiano sono prudere, bisognare, vigere.
Tra le lingue germaniche, si distingue tra coniugazione forte e coniugazione debole: la prima continua l'antica coniugazione atematica, con apofonia della vocale radicale (in inglese: sing, sang, sung; in tedesco: binden, band, gebunden), mentre la seconda forma il preterito aggiungendo una dentale (in inglese: wash, washed, washed; in tedesco: leben, lebte, gelebt).

## Le coniugazioni nelle lingue

### Le coniugazioni della lingua italiana
In lingua italiana, si distinguono tradizionalmente tre coniugazioni.